# Synagoga w Sierocińcu Żydowskim we Wrocławiu
Synagoga w Sierocińcu Żydowskim we Wrocławiu – synagoga znajdująca się we Wrocławiu w budynku Sierocińca Żydowskiego, przy ulicy Grabiszyńskiej 61-65.
Synagoga została założona w 1881 roku. Była przeznaczona głównie dla pracowników oraz podopiecznych sierocińca, ale prawdopodobnie korzystali z niej również okoliczni mieszkańcy. Podczas nocy kryształowej z 9 na 10 listopada 1938 roku, bojówki hitlerowskie zdemolowały wnętrze synagogi, jak i sierociniec. Obecnie pomieszczenie po niej jest wykorzystywane do innych celów.